# 삼회장저고리
삼회장 저고리(三回裝 - )는 깃, 끝동, 고름, 곁마기에 다른 색 천으로 장식을 댄 여자용 저고리이다. 회장저고리라고도 한다. 반회장저고리는 고름, 소맷부리만 다른 색으로 장식하고 깃은 나이에 따라 또는 기호에 따라 다른 색으로 장식한다. 회장저고리는 여자 한복에 장식성을 더해 주는 것으로 서민들은 입을 수가 없었다.